# Pentosa

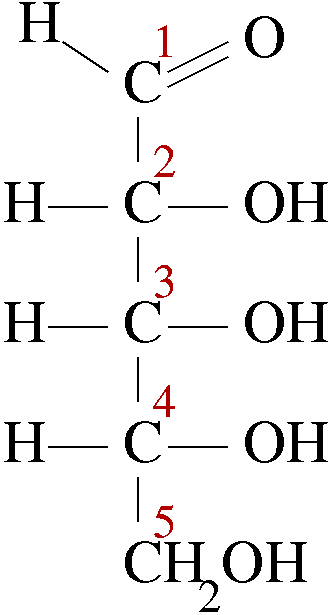
Representación de la Estructura de una Azúcar Aldosa.

Las pentosas son monosacáridos (glúcidos simples) formados por una cadena de cinco átomos de carbono que cumplen una función estructural. Como en los demás monosacáridos, aparecen en su estructura grupos hidroxilo (OH). Además, también pueden llevar grupos cetónicos o aldehídicos. La fórmula general de las pentosas es C5H10O5. A continuación se citan algunas pentosas:
- Aldopentosas: Como su nombre lo indica contienen la función aldehído. Una de las más importantes es la ribosa, la cual hace parte de los  nucleótidos que forman el ARN. A partir de la ribosa se puede obtener la desoxirribosa, la cual forma parte del ADN.

Tienen función estructural.
```
D-ribosa   L-arabinosa   D-xilosa    D-lixosa

   CHO          CHO          CHO         CHO
   |            |            |            |
 H-C-O-H      H-C-O-H      H-C-O-H    H-O-C-H
   |            |            |            |
 H-C-O-H    H-O-C-H      H-O-C-H      H-O-C-H
   |            |            |            |
 H-C-O-H    H-O-C-H        H-C-O-H      H-C-O-H
   |            |            |            |
   CH
2
OH        CH
2
OH        CH
2
OH        CH
2
OH
```

- Cetopentosas: Contienen la función cetona.

```
D-ribulosa   D-xilulosa

   CH
2
OH        CH
2
OH
   |            |
   C=O          C=O
   |            |
 H-C-O-H    H-O-C-H
   |            |
 H-C-O-H      H-C-O-H
   |            |
   CH
2
OH        CH
2
OH
```